# Darko Lungulov
Darko Lungulov, (Дарко Лунгулов) né en 1963 à Belgrade, est un réalisateur serbe.

## Filmographie
- 2013 : Monument to Michael Jackson (Spomenik Majklu Dzeksonu)
- 2009 : Here and There

## Récompenses et distinctions
- Meilleur Film du Festival du film de Tribeca 2009 pour Here and There